# Saint-Sauveur-des-Landes
 Saint-Sauveur-des-Landes  es una población y comuna francesa, situada en la región de Bretaña, departamento de Ille y Vilaine, en el distrito de Fougères y cantón de Fougères-Sud.

## Demografía
| 898 | 881 | 892 | 957 | 1058 | 994 |
| Para los censos de 1962 a 1999 la población legal corresponde a la población sin duplicidades (Fuente: INSEE [Consultar]) |     |     |     |      |     |